# Маджид ибн Абдул-Азиз Аль Сауд
Маджид ибн Абдул-Азиз Аль Сауд  (араб. ماجد بن عبد العزيز آل سعود‎ 19 октября 1938 — 13 апреля 2003) — саудовский принц и государственный деятель, сын короля Абдул-Азиза.

## Биография
Маджид родился 19  октября 1938 года в семье короля Абдул-Азиза и его жены армянки Мухди.
У Маджида были единокровный младший брат Саттам (1941—2013) и единокровные сестры, принцессы  Султана (ум. 2008) и Хая (ум. 2009).
Получил образование в Эр-Рияде.
В 1975 году король Халид назначил его министром сельского хозяйства.
3 марта 1980 года был назначен эмиром Мекки, которым был до 1999 года, когда подал в отставку в связи со скандалом с одним из его сотрудников.
Умер 13 апреля 2003 года и похоронен на кладбище Аль-Адль.

## Семья
Был женат на Нуф бинт Абдалла Аль Фахд. У них было  2 сына и 5 дочерей.
- принц  Мишааль  (род. 1957) — губернатор города Джидда (1997—2022)[3]
- принц Абдул-Азиз (род. 1960) — эмир Медины (2005—2013)[4]

## Награды
- Почётный знак «За заслуги перед Австрийской Республикой»